# 阿薩茲·艾哈邁德·喬杜里
阿薩茲·艾哈邁德·喬杜里（英語：Aizaz Ahmad Chaudhry，1958年2月27日—），巴基斯坦外交官及現任巴基斯坦驻美大使。他曾經擔任巴基斯坦外交部的秘書長（Foreign Secretary）、发言人及驻荷兰大使。他亦曾被派駐紐約聯合國、开罗及多哈等地方。喬杜里已婚並育有三名子女。